# 宮澤太成
宮澤 太成（みやざわ たいせい、1999年4月15日 - ）は、長野県長野市出身のプロ野球選手（投手・育成選手）。右投右打。埼玉西武ライオンズ所属。

## 経歴

### プロ入り前
長野市立昭和小学校3年生のときに野球を始め、長野市立川中島中学校では長野南リトルシニアに所属。中学時代は権田琉成とチームメイトであった。
長野県長野高校では外野手であったが、2年時に投手が足りないチーム事情から、投手へ転向。高校時代の最速は140km/hであった。
北海道大学法学部に1年浪人して入学。3年秋のリーグ戦では開幕直前に右太ももの肉離れ、期間中には右肩痛と万全ではない状態ながらも4勝を挙げ、MVP・ベストナイン・最優秀投手賞を獲得し、3年3月には最速151km/hを計測した。4年時は主将を務めたが、秋のリーグ戦は故障で思うように投げられなかった。1年間留年しており、公式戦に出場できないことから、四国アイランドリーグplus・徳島インディゴソックスのトライアウトを受験し、2023年1月16日に特別合格・入団合意が発表された。

### 徳島時代
初登板となった2023年4月1日の香川オリーブガイナーズ戦では1回4安打2四球3失点。リーグ前期は調子が上がらず、登板機会を得られない日々が続いたが、7月31日のソフトバンク三軍戦で2回4奪三振と好投。8月25日の愛媛戦で自己最速の155km/hを計測し、注目度を高めた。この年は12試合の登板で3勝2敗、防御率5.12ながらも、19回1/3で21奪三振を記録した。

### 西武時代
2023年10月26日に開催されたドラフト会議において、埼玉西武ライオンズから5位指名を受けた。11月14日に契約金3000万円・年俸900万円で仮契約を結んだ（金額は推定）。背番号は56。北海道大学出身者として初めてのNPB選手となった。
2024年は一軍登板がなく、二軍では12試合に登板して、0勝1敗、防御率3.60の成績であったが、15イニングを投げて13四死球と制球力に課題を残した。10月28日に戦力外通告を受けたことが発表され、育成選手として再契約することが打診されたと報じられた。11月20日、育成契約を結んだ。背番号は117。

## 選手としての特徴
ストレートの最速は155km/hを計測。130km/h台後半で落差の大きいフォークが最大の武器である。
独立時代はこの他にスライダー・カットボール・カーブ・チェンジアップを投じていたが、投球割合は少なかった。

## 詳細情報

### 独立リーグでの投手成績
出典は四国アイランドリーグplusデータサイト。
| 年 度     | 球 団     | 登 板 | 先 発 | 完 投 | 完 封 | 無 四 球 | 勝 利 | 敗 戦 | セ 丨 ブ | ホ 丨 ル ド | 勝 率 | 打 者 | 投 球 回 | 被 安 打 | 被 本 塁 打 | 与 四 球 | 敬 遠 | 与 死 球 | 奪 三 振 | 暴 投 | ボ 丨 ク | 失 点 | 自 責 点 | 防 御 率 | W H I P |
| --------- | --------- | ----- | ----- | ----- | ----- | -------- | ----- | ----- | -------- | ----------- | ----- | ----- | -------- | -------- | ----------- | -------- | ----- | -------- | -------- | ----- | -------- | ----- | -------- | -------- | ------- |
| 2023      | 徳島      | 12    | 0     | 0     | 0     | 0        | 3     | 2     | 0        | 3           | 0.600 | 89    | 19.1     | 19       | 1           | 12       | -     | 0        | 21       | 6     | 0        | 12    | 11       | 5.12     | 1.60    |
| 通算：1年 | 通算：1年 | 12    | 0     | 0     | 0     | 0        | 3     | 2     | 0        | 3           | 0.600 | 89    | 19.1     | 19       | 1           | 12       | -     | 0        | 21       | 6     | 0        | 12    | 11       | 5.12     | 1.60    |

### 背番号
- 29（2023年）
- 56（2024年[12]）
- 117（2025年[15] - ）